# Rebecca Amah Ankie Affiong
Rebecca Amah Ankie Affiong est une femme politique camerounaise, élue sénatrice représentant la région du Sud-Ouest Cameroun. Elle est membre de la première législature du Cameroun, élue lors des élections sénatoriales de 2013. Elle est décédée le mardi 28 février 2023 à Yaoundé, à l’âge de 57 ans.

## Biographie
Rebecca Amah Ankie Affiong En tant que sénatrice, elle participe aux activités législatives et travaille dans la promotion des droits et du développement des femmes au Cameroun. Elle est également connue pour son engagement social et sa contribution à diverses initiatives visant à améliorer les conditions de vie des populations locales.
Rebecca Amah Ankie Affiong a joué un rôle significatif dans le développement du Sud-Ouest camerounais à travers plusieurs contributions clés 

### Engagement politique
En tant que sénatrice, elle a été impliquée dans l'élaboration de lois et de politiques visant à améliorer les conditions de vie des populations de sa région. Son rôle au sein du Sénat lui a permis de défendre les intérêts de sa communauté et d'influencer des décisions politiques importantes.

### Promotion des droits des femmes
Rebecca Ankie Affiong a été une fervente défenseure des droits des femmes, soutenant leur participation active dans la vie politique et économique. Elle a contribué à des initiatives qui favorisent l'autonomisation des femmes, ce qui est crucial pour le développement socio-économique de la région.

### Actions sociales
Son engagement ne se limitait pas à la politique ; elle était également active dans des projets sociaux visant à améliorer l'éducation, la santé et le bien-être général des habitants du Sud-Ouest. Ses efforts ont contribué à renforcer le tissu social et à promouvoir le développement communautaire.

### Leadership et modèle
En occupant des postes de responsabilité, elle a servi de modèle pour d'autres femmes dans la région, encourageant une plus grande implication féminine dans les affaires publiques et politiques.Rebecca Amah Ankie Affiong est donc reconnue pour son dévouement envers le développement du Sud-Ouest camerounais, tant sur le plan législatif que social.